# Lista gatunków z rodzaju chaber

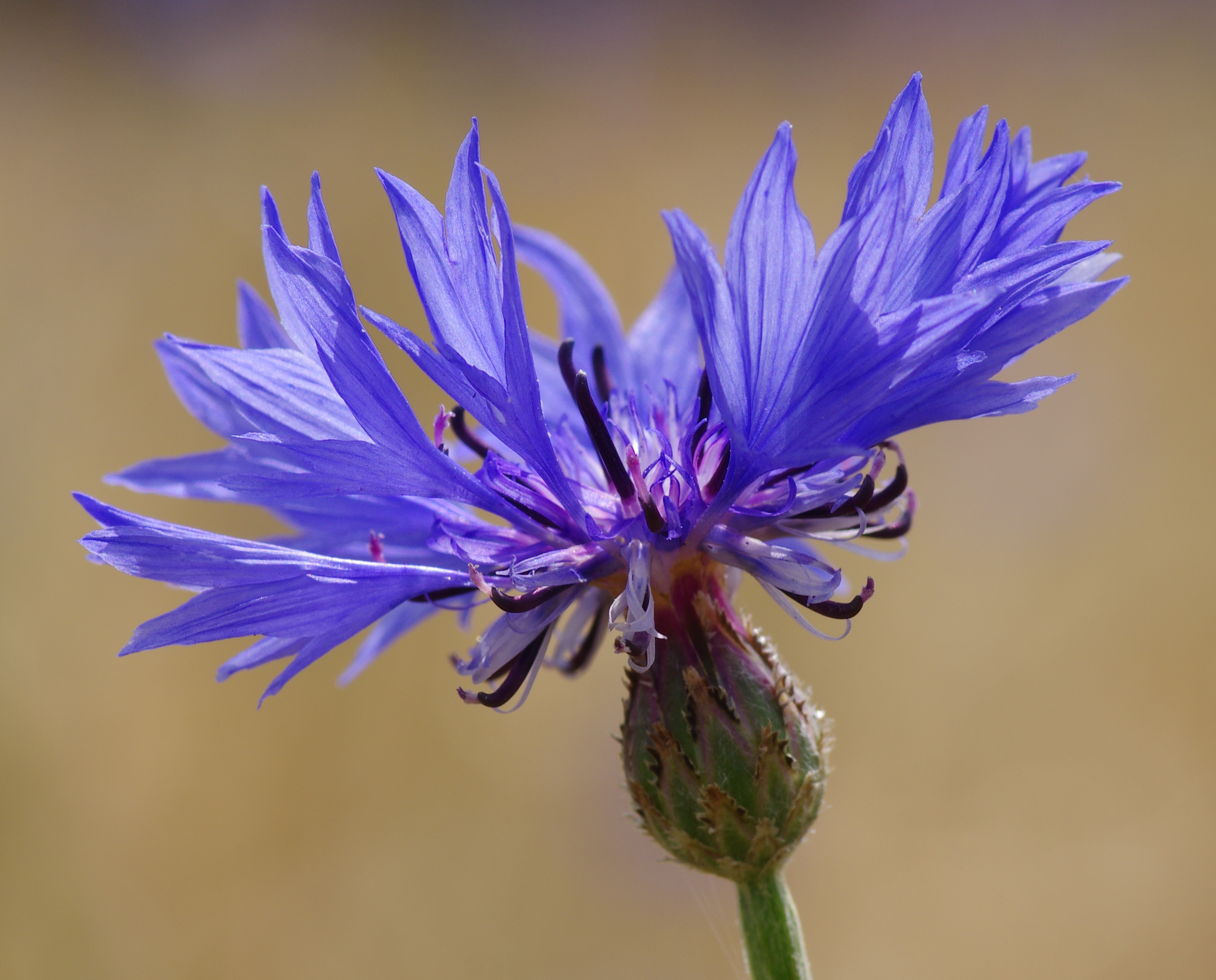
Chaber bławatek Centaurea cyanus

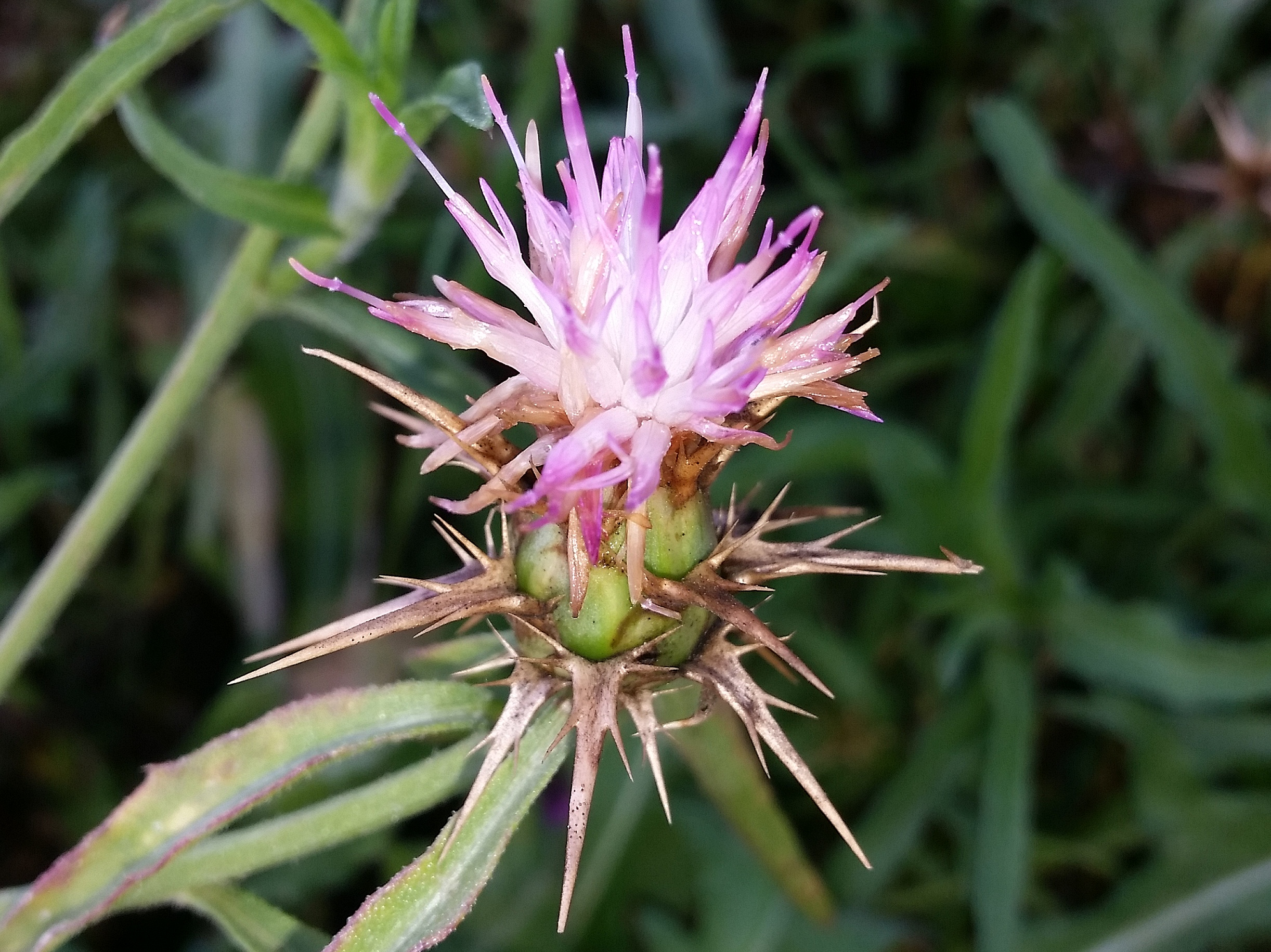
Chaber kolący Centaurea calcitrapa

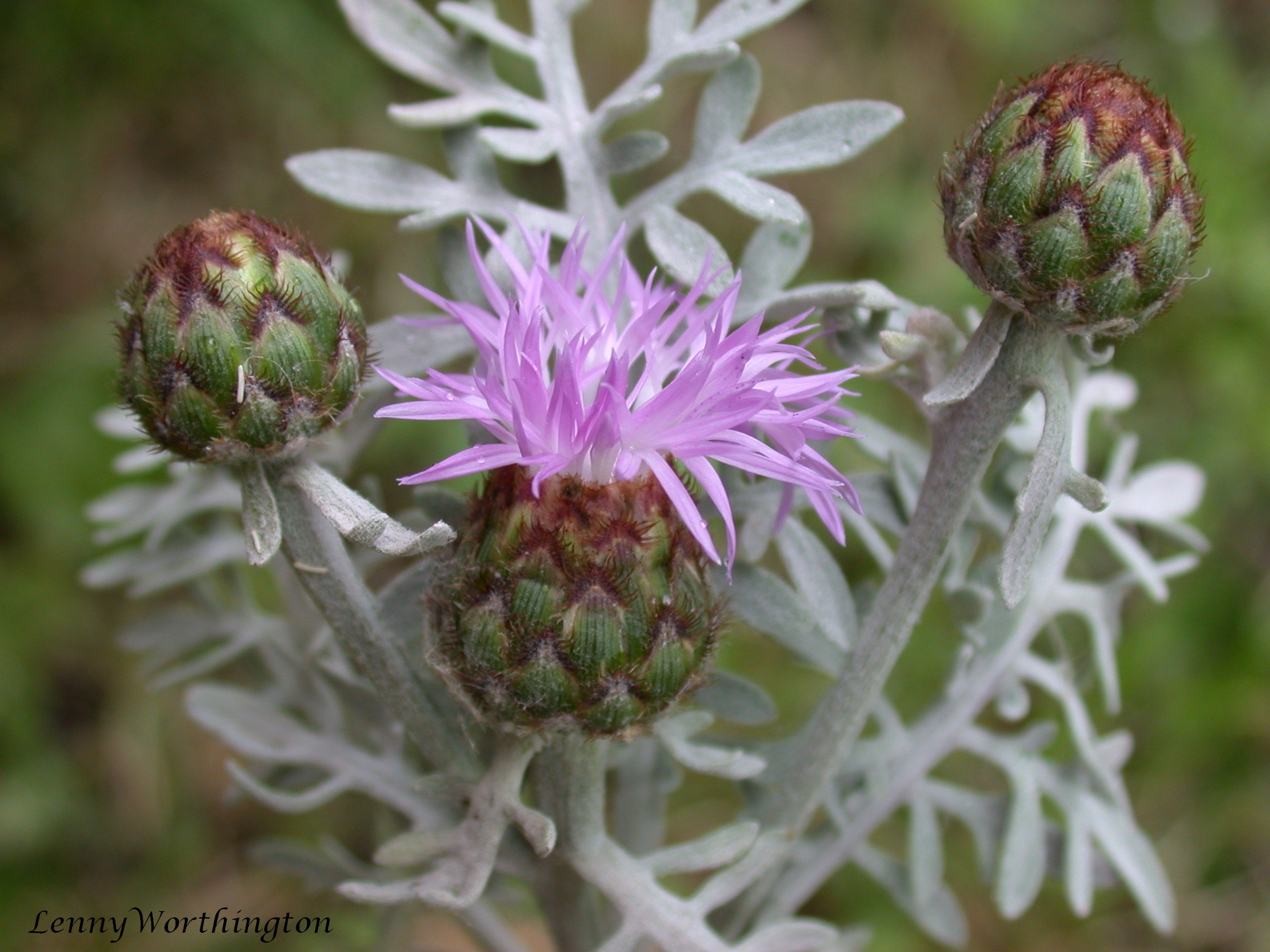
Centaurea cineraria

Lista gatunków z rodzaju chaber Centaurea – lista gatunków rodzaju roślin należącego do rodziny astrowatych (Compositae). Według bazy taksonomicznej Plants of the World online rodzaj obejmuje 746 gatunków o nazwach zweryfikowanych i zaakceptowanych.
Nazwy zwyczajowe (polskie) podane zostały na podstawie:
Lista gatunków
- Centaurea acaulis L.
- Centaurea achaia Boiss. & Heldr.
- Centaurea achtarovii Urum.
- Centaurea acicularis Sm.
- Centaurea acmophylla Boiss.
- Centaurea adamovicii Velen.

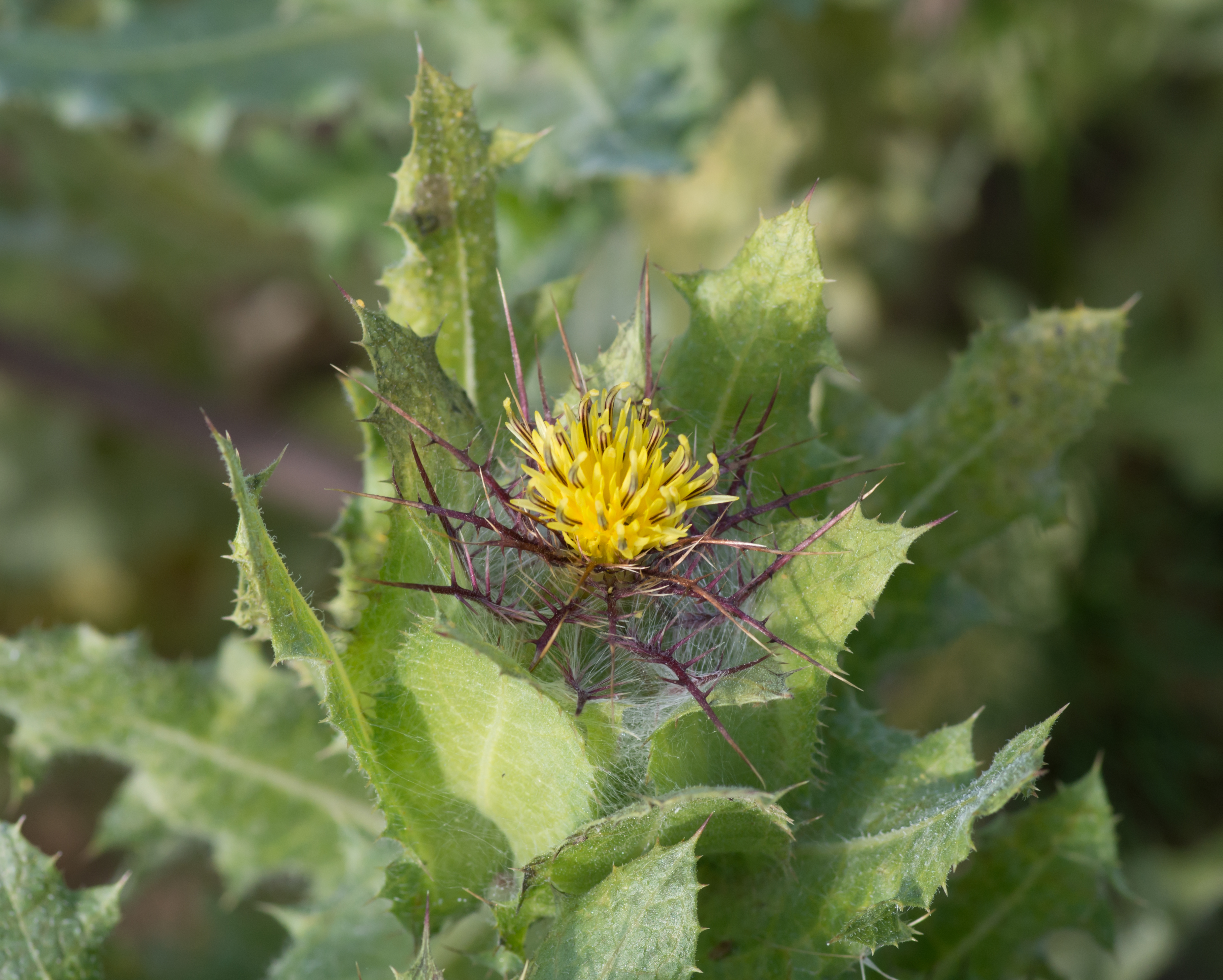
Drapacz lekarski Centaurea benedicta

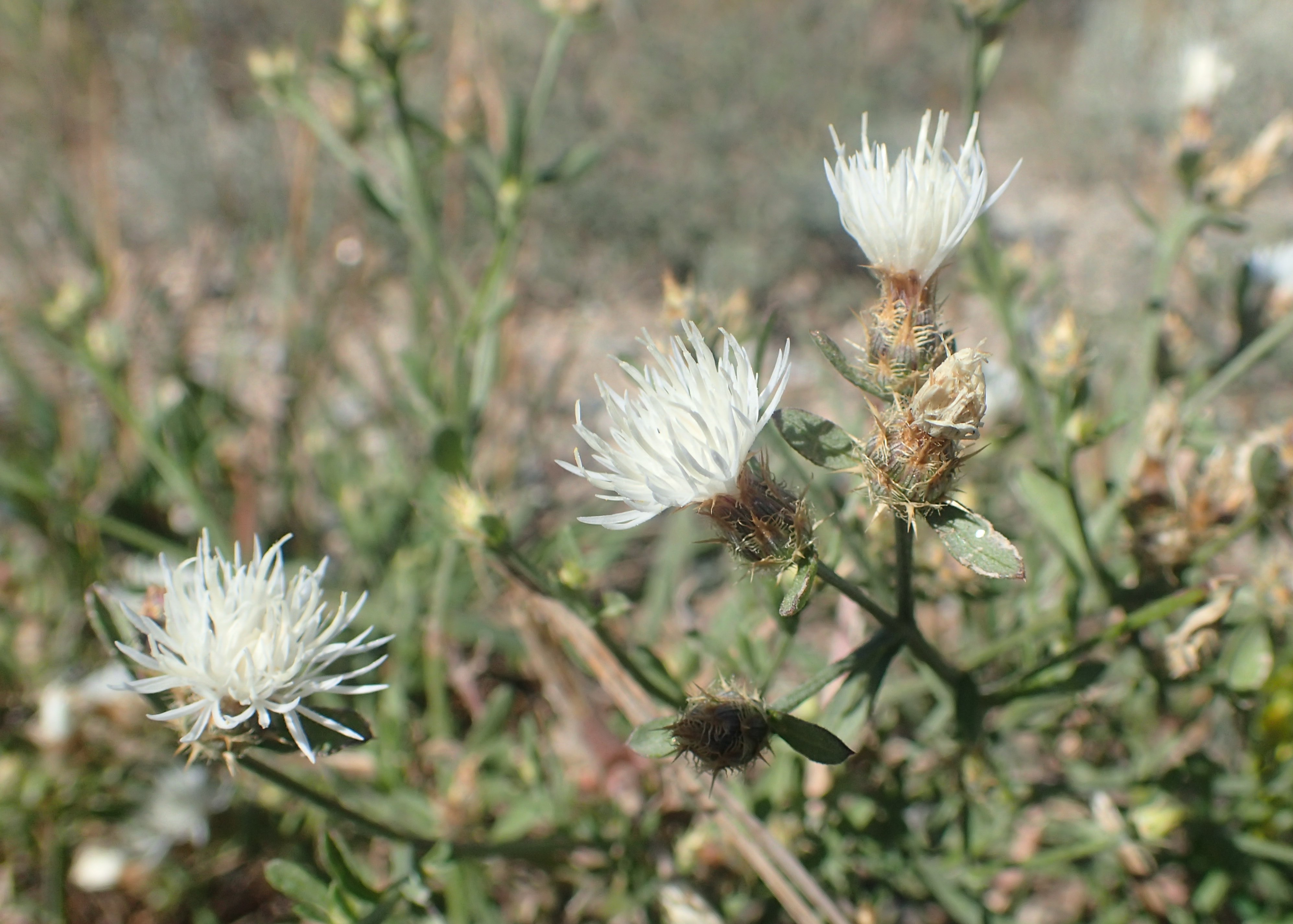
Chaber drobnogłówkowy Centaurea diffusa

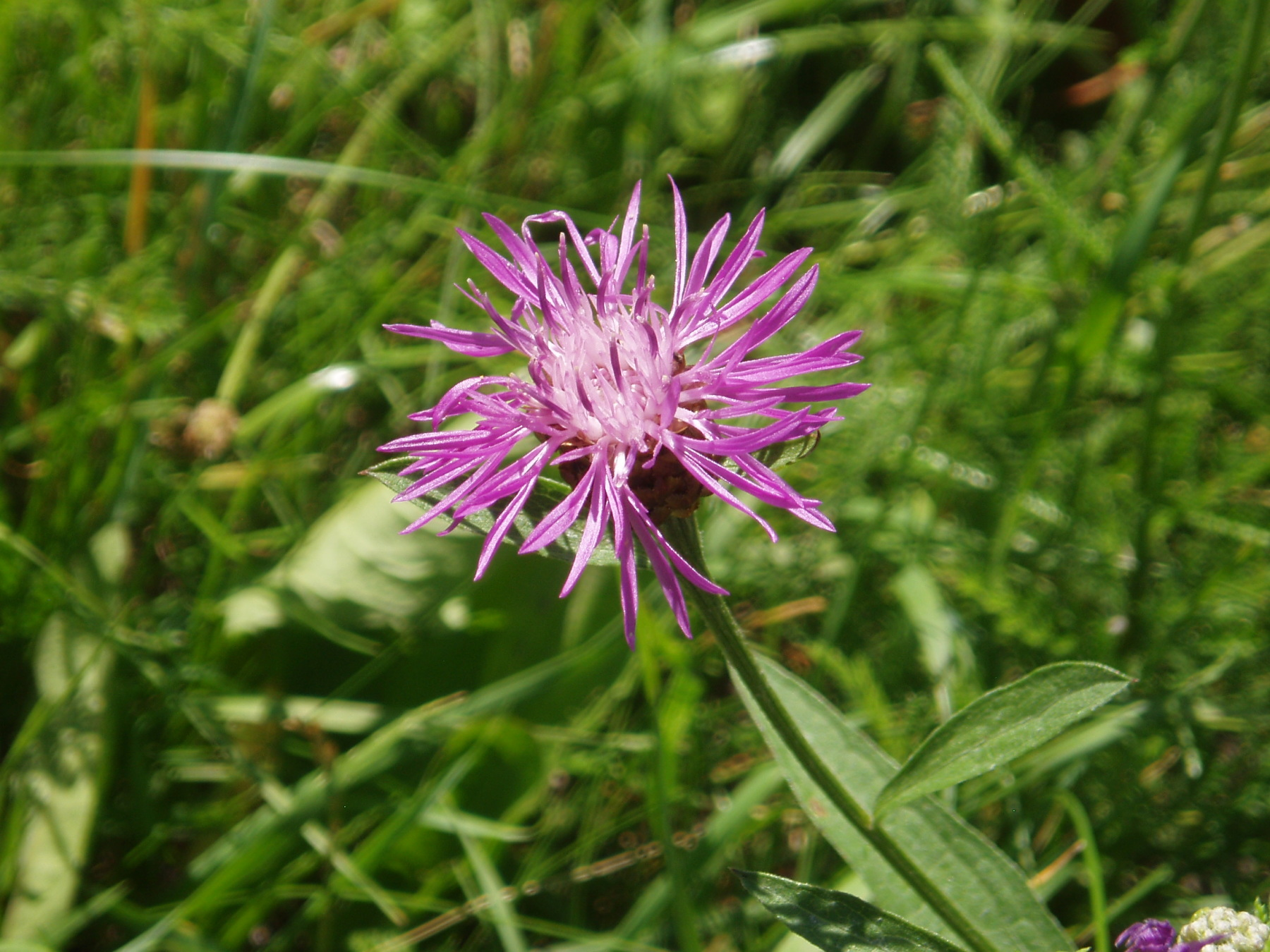
Chaber łąkowy Centaurea jacea

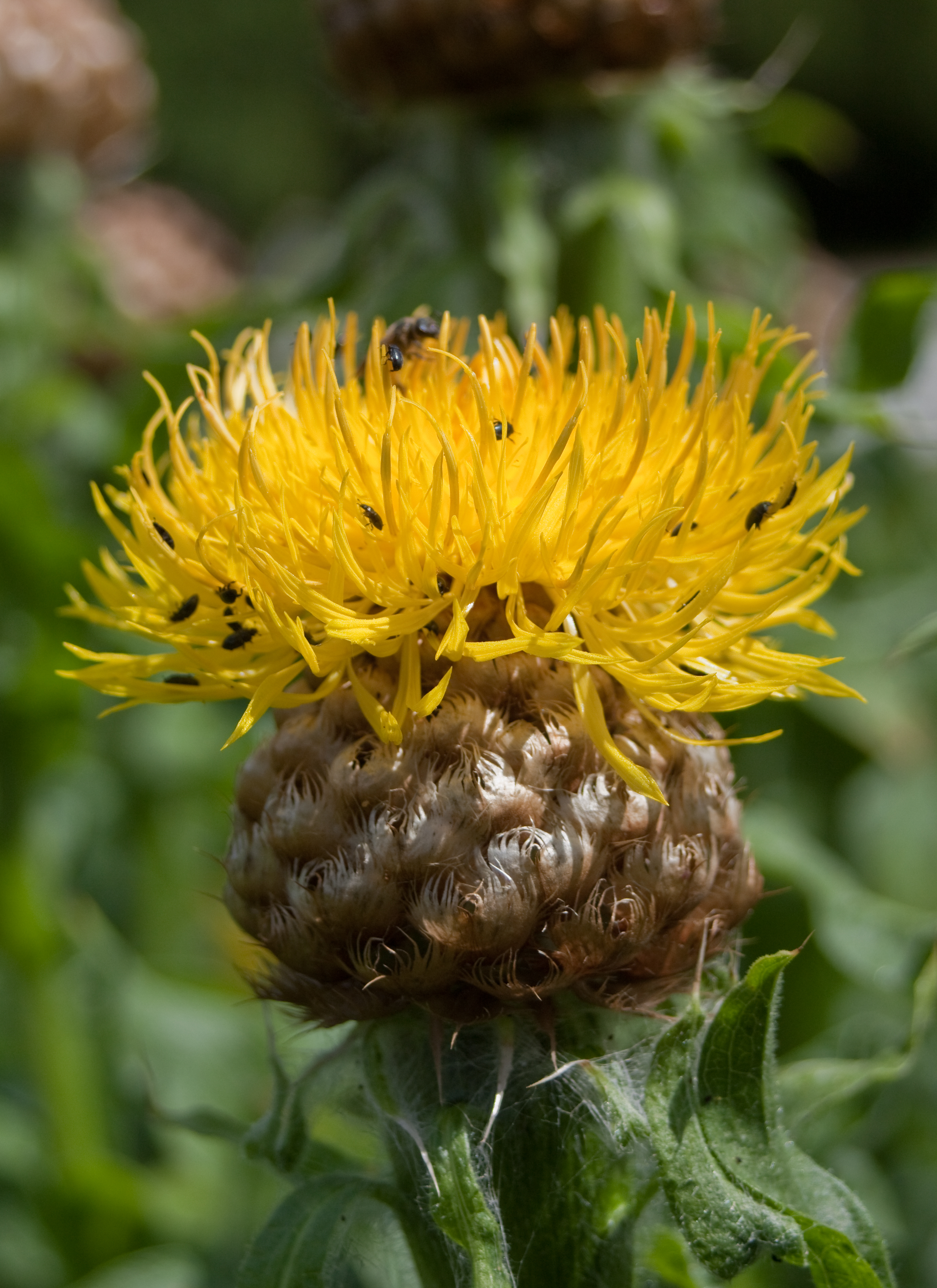
Chaber wielkogłówkowy Centaurea macrocephala

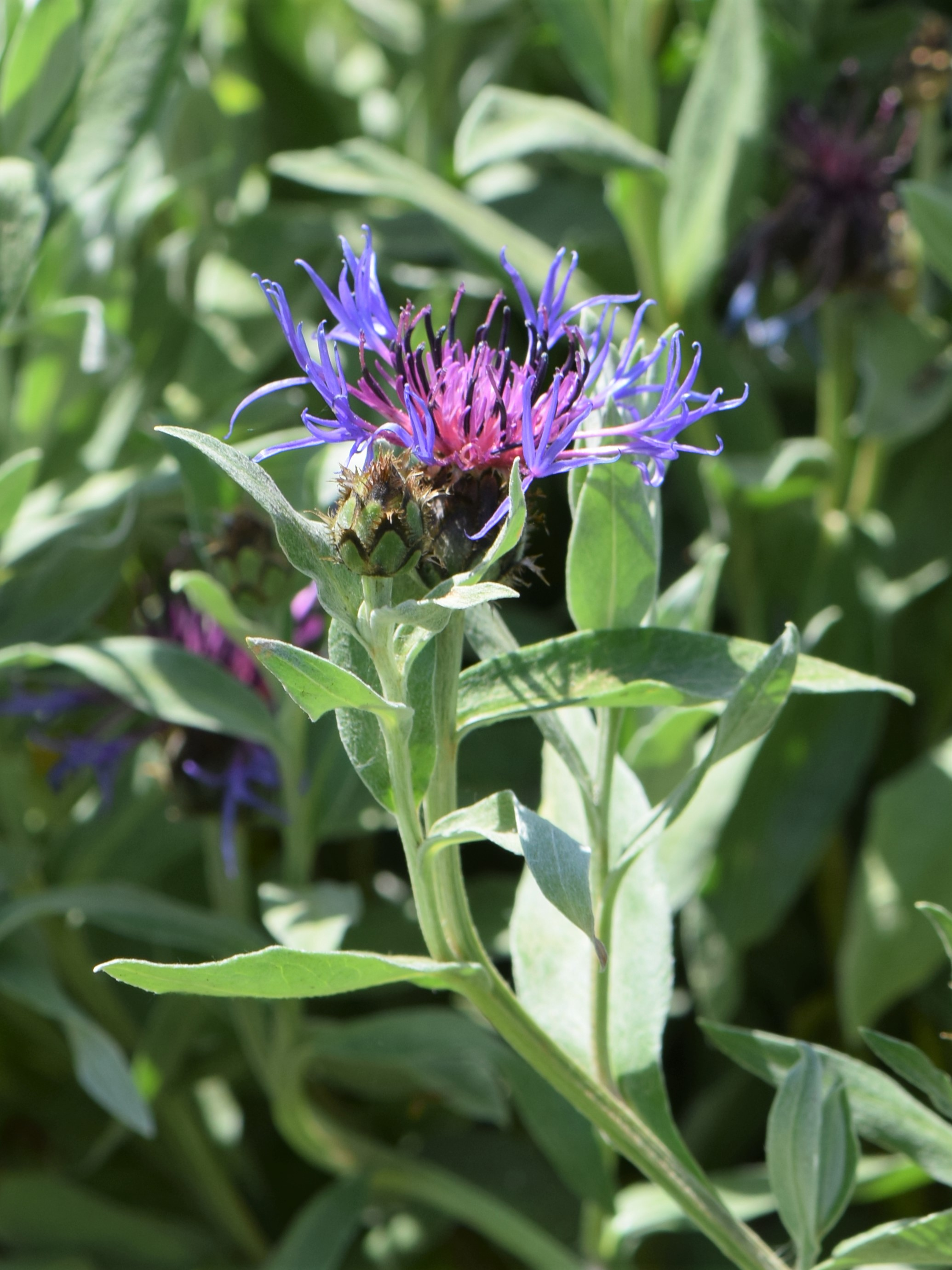
Chaber górski Centaurea montana

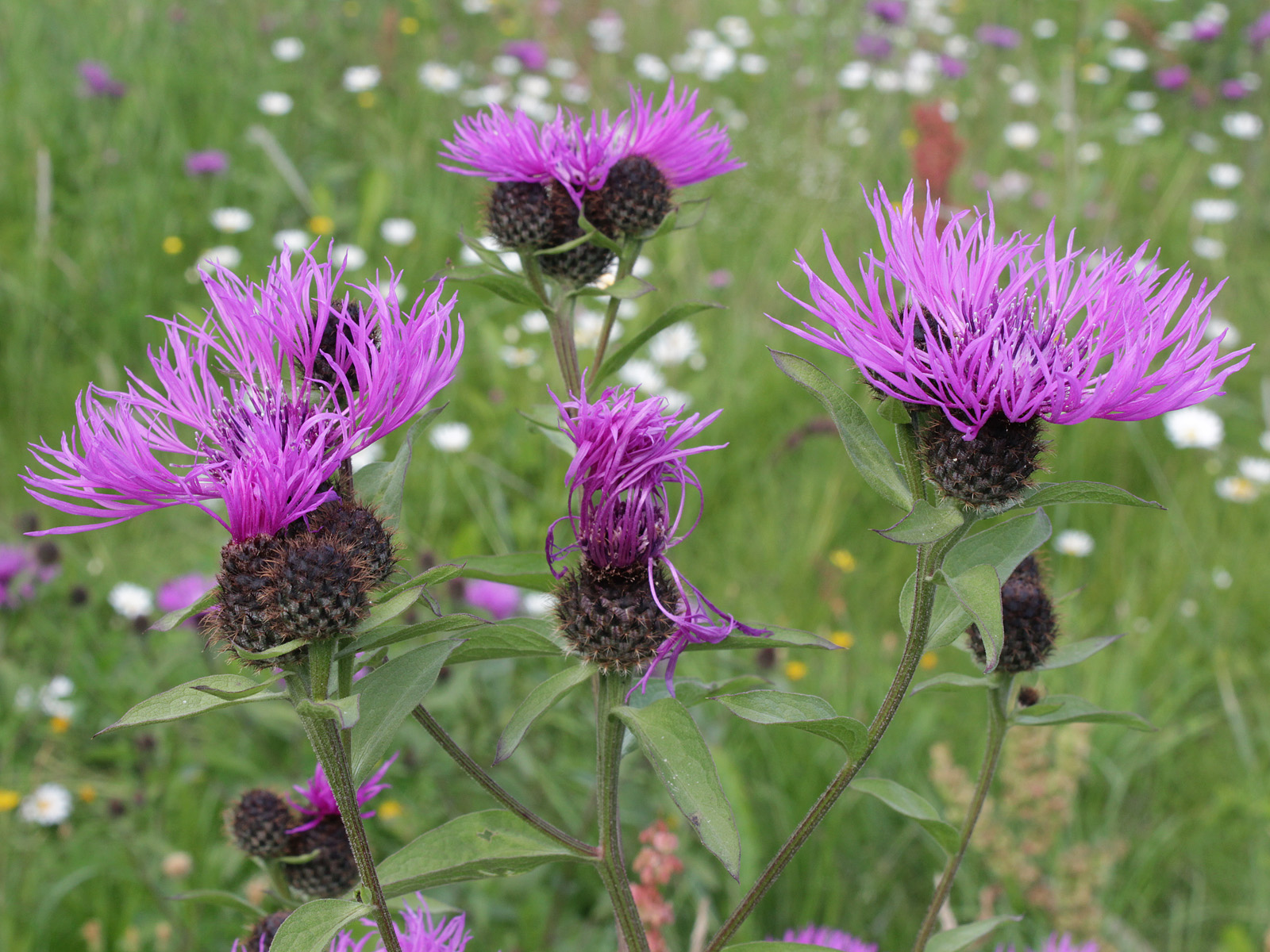
Chaber austriacki Centaurea phrygia

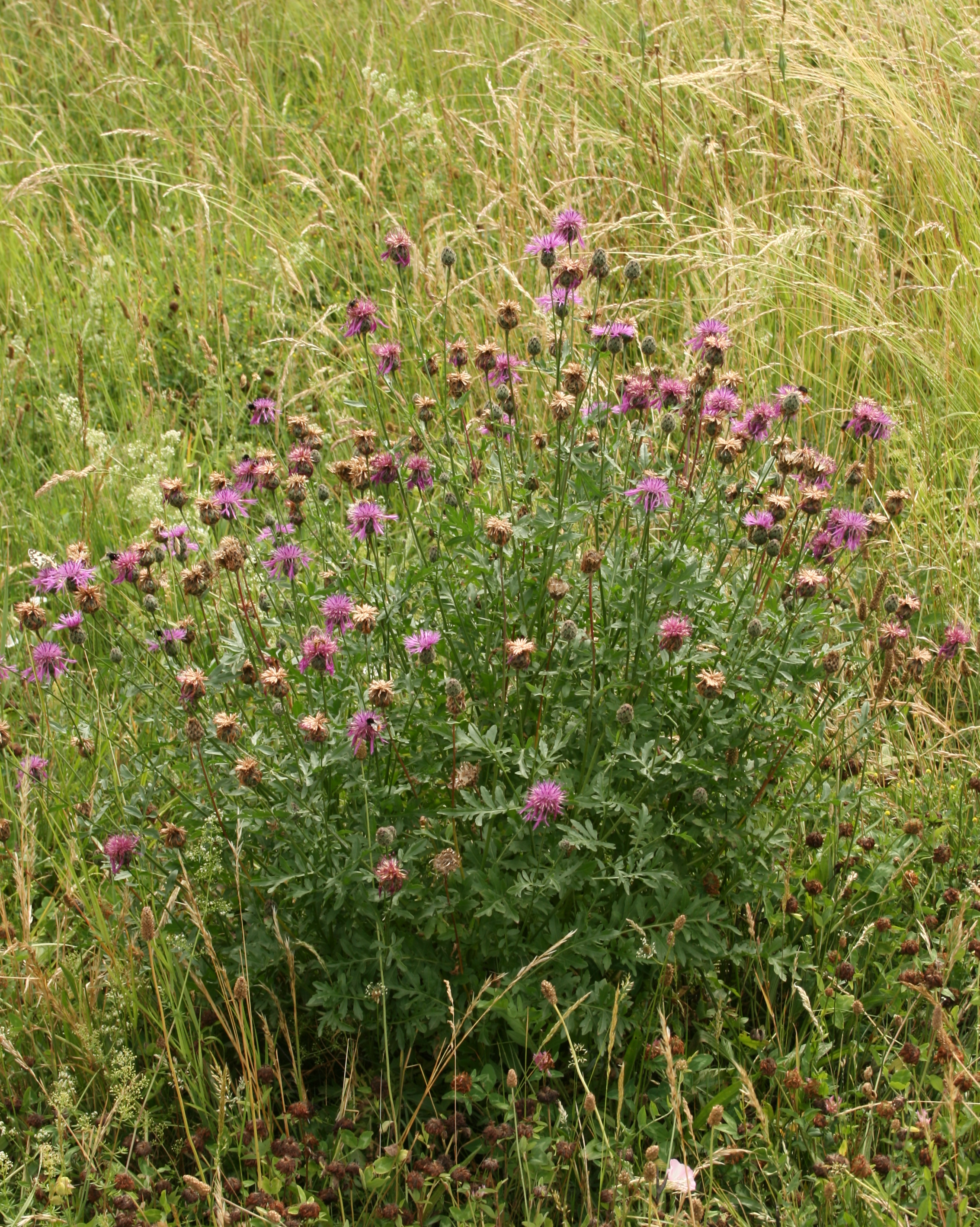
Chaber driakiewnik Centaurea scabiosa

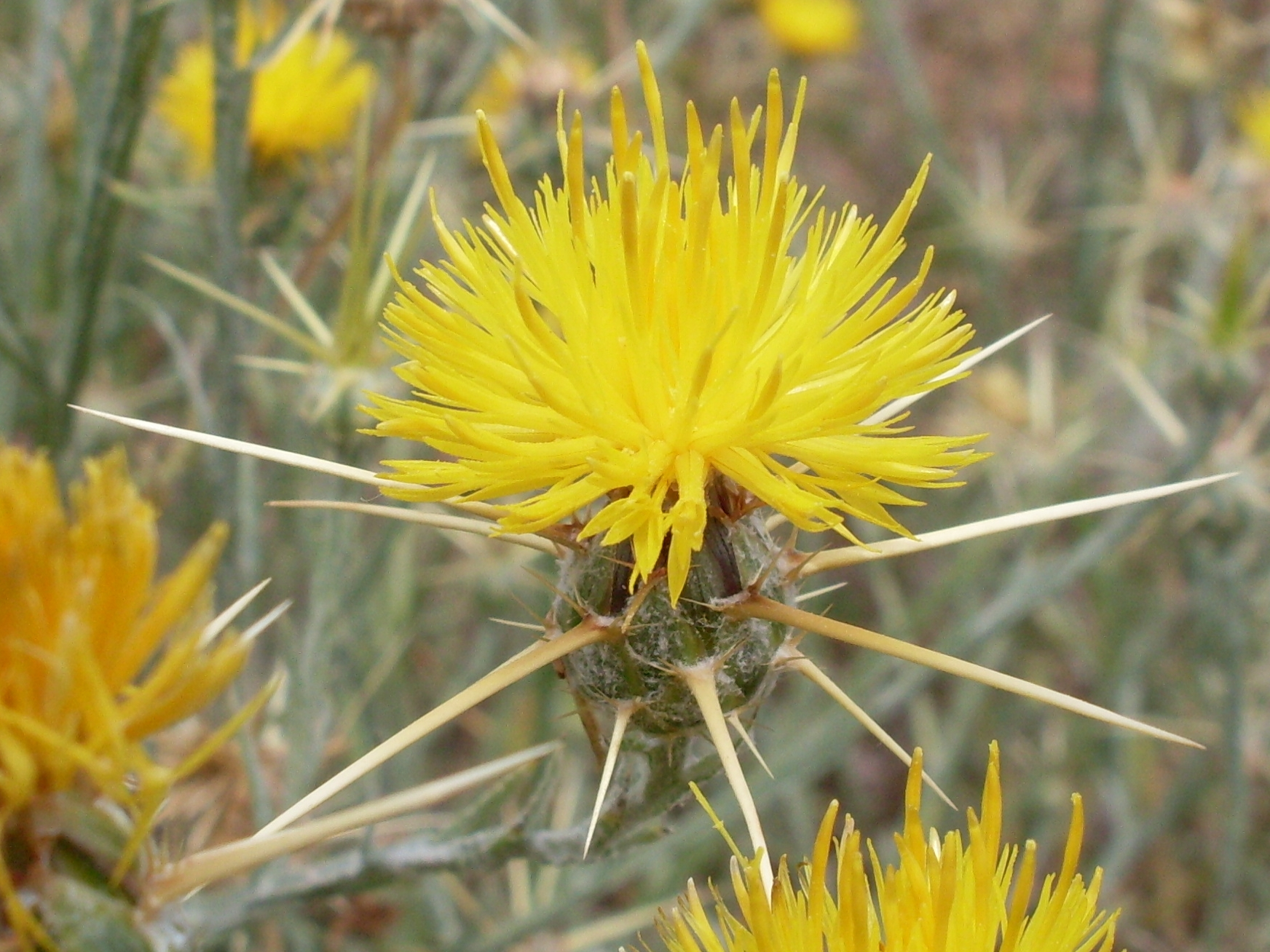
Chaber wełnisty Centaurea solstitialis

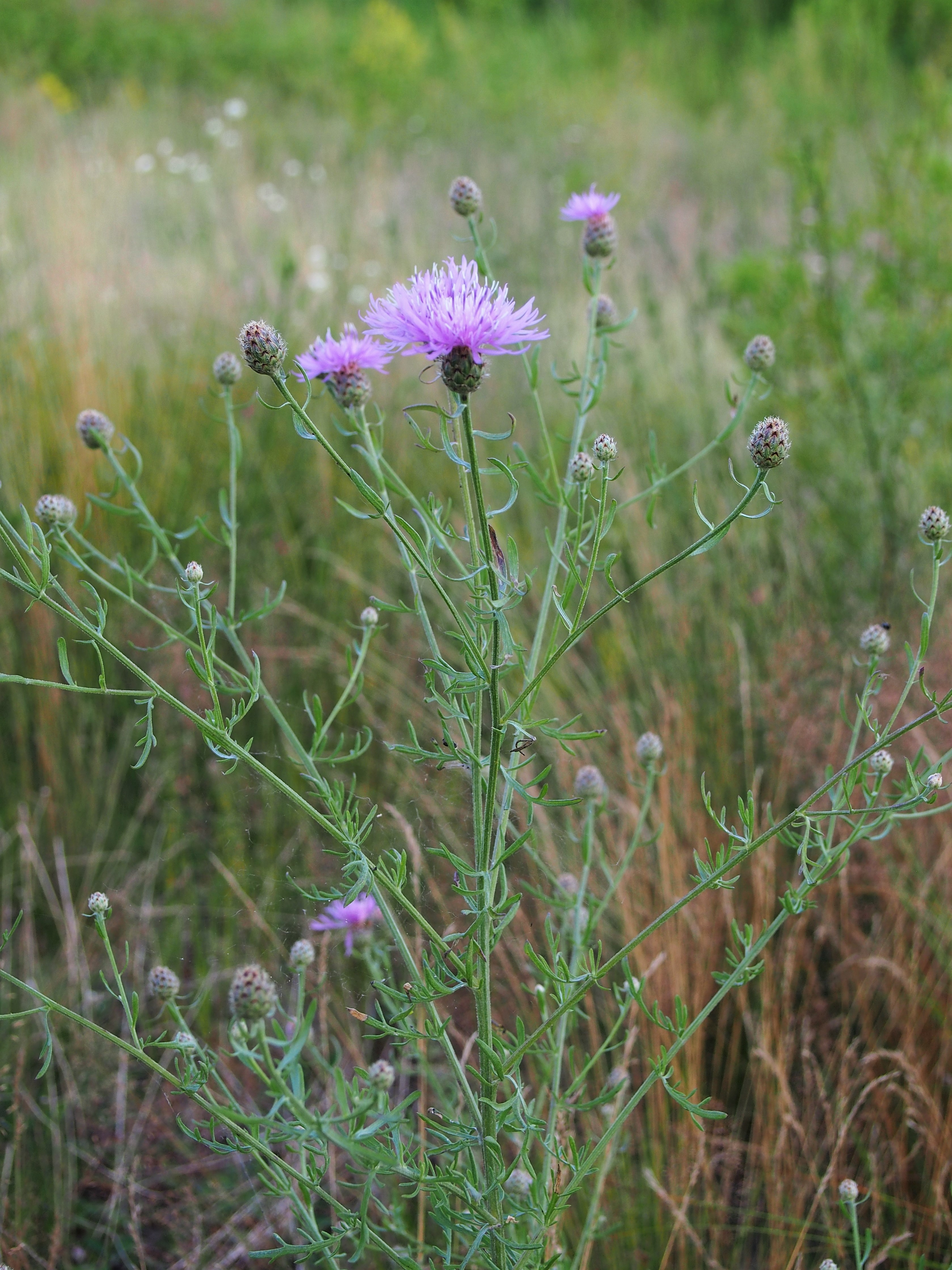
Chaber nadreński Centaurea stoebe

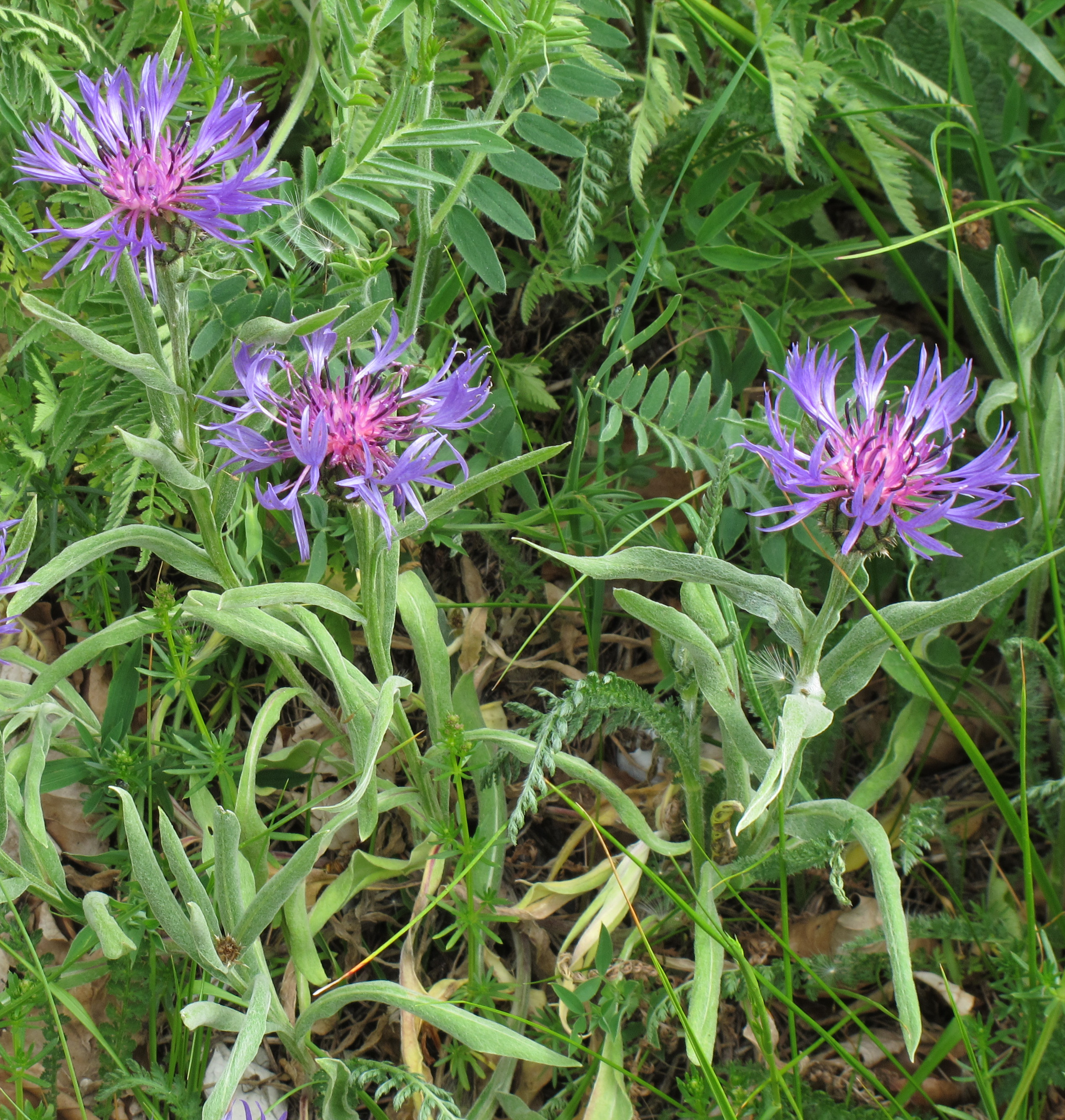
Chaber barwny Centaurea triumfettii

- Centaurea adscendens (Bartl.) Prodan
- Centaurea aegyptiaca L.
- Centaurea × aellenii Arènes
- Centaurea aeolica Guss. ex Lojac.
- Centaurea aetaliae (Sommier) Bég.
- Centaurea aetolica Phitos & T.Georgiadis
- Centaurea affinis Friv.
- Centaurea aggregata Fisch. & C.A.Mey. ex DC.
- Centaurea aguilellae Mateo & M.B.Crespo
- Centaurea ahverdovii Gabrieljan
- Centaurea ainetensis Boiss.
- Centaurea akamantis T.Georgiadis & Hadjik.
- Centaurea akmanii Yild.
- Centaurea akroteriensis Gennaio & Q.G.Manni
- Centaurea aksoyi Hamzaoglu & Budak
- Centaurea aladaghensis Wagenitz
- Centaurea alba L.
- Centaurea albertii Rexhepi
- Centaurea albofimbriata Stef. & T.Georgiev
- Centaurea albonitens Turrill
- Centaurea alexandrina Delile
- Centaurea alfonsoi Negaresh
- Centaurea ali-beyana Font Quer & Pau
- Centaurea alveicola Rech.f.
- Centaurea amadanensis Sch.Bip.
- Centaurea amaena Boiss. & Balansa
- Centaurea amanicola Hub.-Mor.
- Centaurea amanosensis M.Bona
- Centaurea ambigua Guss.
- Centaurea amblensis Graells
- Centaurea ammocyanus Boiss.
- Centaurea angelescui (Prodan) Czerep.
- Centaurea antalyensis H.Duman & A.Duran
- Centaurea antennata Dufour
- Centaurea anthemifolia Hub.-Mor.
- Centaurea antiochia Boiss.
- Centaurea antitauri Hayek
- Centaurea aphrodisea Boiss.
- Centaurea aplolepa Moretti
- Centaurea appendicata Klokov
- Centaurea arachnoidea Viv.
- Centaurea ardabilica Ranjbar & Heydari
- Centaurea arenaria M.Bieb. ex Willd.
- Centaurea argentea L.
- Centaurea arifolia Boiss.
- Centaurea aristata Hoffmanns. & Link
- Centaurea armena Boiss.
- Centaurea arrigonii Greuter
- Centaurea ascalonica Bornm.
- Centaurea aspera L.
- Centaurea aspromontana Brullo, Scelsi & Spamp.
- Centaurea assadii Ranjbar & Negaresh
- Centaurea athoa DC.
- Centaurea atlantica Pomel
- Centaurea atlantis Maire & Weiller
- Centaurea atrata Willd.
- Centaurea atropurpurea Olivier
- Centaurea attica Nyman
- Centaurea aucheri (DC.) Wagenitz
- Centaurea × austriacoides Wol.
- Centaurea austroanatolica Hub.-Mor.
- Centaurea avilae Pau
- Centaurea axillaris Willd.
- Centaurea aytugiana Bancheva, Kaya & Binzet
- Centaurea aziziana Rech.f.
- Centaurea babylonica (L.) L.
- Centaurea bachtiarica Hayek & Bornm.
- Centaurea baldaccii Degen
- Centaurea baseri Köse & Alan
- Centaurea bavegehensis Ranjbar & Negaresh
- Centaurea × beckiana Müllner
- Centaurea behen L. – chaber beheński
- Centaurea benedicta (L.) L. – drapacz lekarski
- Centaurea besseriana DC.
- Centaurea bethurica E.López & Devesa
- Centaurea × bilbilitana Pau
- Centaurea bimorpha Viv.
- Centaurea bingoelensis Behçet & Ilçim
- Centaurea biokovensis Teyber
- Centaurea blancheana Mouterde
- Centaurea bofilliana Sennen ex Devesa & E.López
- Centaurea boissieri DC.
- Centaurea bojnordensis Ranjbar, Negaresh & Joharchi
- Centaurea bombycina Boiss. ex DC.
- Centaurea borjae Valdés Berm. & Rivas Goday
- Centaurea borysthenica Gruner
- Centaurea bourgaei Boiss.
- Centaurea bovina Velen.
- Centaurea breviceps Iljin
- Centaurea bruguieriana (DC.) Hand.-Mazz.
- Centaurea brulla Greuter
- Centaurea bugellensis (Soldano) Soldano
- Centaurea busambarensis Guss.
- Centaurea cadmea Boiss.
- Centaurea calabra G.Caruso, S.A.Giardina, Raimondo & Spadaro
- Centaurea calcitrapa L. – chaber kolący
- Centaurea caliacrae Prodan
- Centaurea calocephala Willd. – chaber purpurowy
- Centaurea calolepis Boiss.
- Centaurea camelorum Velen.
- Centaurea cankiriensis A.Duran & H.Duman
- Centaurea caprina Steven
- Centaurea carduiformis DC.
- Centaurea cariensiformis Hub.-Mor.
- Centaurea cariensis Boiss.
- Centaurea caroli-henrici Gabrieljan & Dittrich
- Centaurea carolipauana Fern.Casas & Susanna
- Centaurea carratracensis Lange
- Centaurea carystea Trigas & Constantin.
- Centaurea caspia Grossh.
- Centaurea cassia Boiss.
- Centaurea castellana Boiss.
- Centaurea × castellano-manchen sis Mateo & M.B.Crespo
- Centaurea castellanoides Talavera
- Centaurea cataonica Boiss. & Hausskn.
- Centaurea cavanillesiana Graells
- Centaurea × ceballosii Fern.Casas
- Centaurea centauroides L.
- Centaurea × cephalariseptimae Fern.Casas & Susanna
- Centaurea ceratophylla Ten.
- Centaurea chalcidicea Hayek
- Centaurea charrelii Halácsy & Dörfl.
- Centaurea cheiranthifolia Willd. – chaber lakolistny
- Centaurea cheirolepidoides Wagenitz
- Centaurea cheirolopha (Fenzl) Wagenitz
- Centaurea chrysantha Wagenitz
- Centaurea chrysocephala Phitos & T.Georgiadis
- Centaurea chrysolepis Vis.
- Centaurea cineraria L.
- Centaurea cithaeronea Phitos & Constantin.
- Centaurea citricolor Font Quer
- Centaurea clementei Boiss. ex DC.
- Centaurea codringtonii Rech.f.
- Centaurea codruensis
- Centaurea collina L.
- Centaurea conocephala Bolle
- Centaurea consanguinea DC.
- Centaurea corcubionensis M.Laínz
- Centaurea cordubensis Font Quer
- Centaurea corensis Vals. & Filigh.
- Centaurea coronata Lamy
- Centaurea corymbosa Pourr.
- Centaurea costae Willk.
- Centaurea coziensis Nyár.
- Centaurea cristata Bartl.
- Centaurea crithmifolia Vis.
- Centaurea crnogorica Rohlena
- Centaurea cuneifolia Sm.
- Centaurea cuspidata Vis.
- Centaurea cyanoides Wahlenb.
- Centaurea cyanomorpha Stef. & T.Georgiev
- Centaurea cyanus L. – chaber bławatek
- Centaurea cylindrocephala Bornm.
- Centaurea cyprensis (Holub) T.Georgiadis
- Centaurea cyrenaica Bég. & Vaccari
- Centaurea dalmatica A.Kern.
- Centaurea damascena Boiss.
- Centaurea daralagoezica (Fomin) Greuter
- Centaurea davisii Wagenitz
- Centaurea debdouensis Breitw. & Podlech
- Centaurea debeauxii Godr. & Gren. – chaber Debauxa
- Centaurea decipiens Thuill.
- Centaurea degeniana J.Wagner
- Centaurea degenianiformis
- Centaurea delbesiana Arènes
- Centaurea delicatula Breitw. & Podlech
- Centaurea delucae C.Guarino & Rampone
- Centaurea demetrii Dumbadze
- Centaurea demirizii Wagenitz
- Centaurea demirkapiensis Micevski
- Centaurea depressa M.Bieb.
- Centaurea derderiifolia Wagenitz
- Centaurea derventana Vis. & Pancic
- Centaurea deusta Ten.
- Centaurea deustiformis Adamovic
- Centaurea dhofarica Baker
- Centaurea dichroa Boiss. & Heldr.
- Centaurea dichroantha A.Kern.
- Centaurea diffusa Lam. – chaber drobnogłówkowy
- Centaurea diluta Aiton – chaber blady
- Centaurea diomedea Gasp.
- Centaurea djebel-amouri Greuter
- Centaurea doddsii Post ex Boiss.
- Centaurea dominii (Dostál) Dubovik
- Centaurea donetzica Klokov
- Centaurea × doumerguei Faure & Maire
- Centaurea drabifolia Sm.
- Centaurea drabifolioides Hub.-Mor.
- Centaurea drenovensis Pils
- Centaurea dubjanskyi Iljin
- Centaurea ducellieri Batt. & Trab.
- Centaurea dumanii (Dinç, A.Duran & Bilgili) Dinç & Dogu
- Centaurea dumulosa Boiss.
- Centaurea dursunbeyensis Uysal & Köse
- Centaurea ebenoides Heldr. ex S.Moore
- Centaurea × eclipsislunae Mateo & M.B.Crespo
- Centaurea edith-mariae
- Centaurea eflanensis (Kaya & Bancheva) Sirin & Ertugrul
- Centaurea elazigensis Kaya & Vural
- Centaurea elbrusensis Boiss. & Buhse
- Centaurea elegantissima Bornm.
- Centaurea eliasii Sennen & Pau
- Centaurea emigrantis Bubani
- Centaurea emiliae Huseynova & Garakhani
- Centaurea emporitana Vayreda
- Centaurea ensiformis P.H.Davis
- Centaurea epapposa Velen.
- Centaurea epirota Halácsy
- Centaurea erinacella Rech.f.
- Centaurea eriophora L.
- Centaurea ertugruliana Uysal
- Centaurea erycina Raimondo & Bancheva
- Centaurea eryngioides Lam.
- Centaurea esfandiarii Rech.f. & Aellen
- Centaurea euboica Rech.f.
- Centaurea euxina Velen.
- Centaurea exarata Boiss. ex Coss.
- Centaurea × extranea Beck ex Gugler
- Centaurea fabregatii Mateo & M.B.Crespo
- Centaurea farsistanica (Wagenitz) Ranjbar & Negaresh
- Centaurea fenzlii Reichardt
- Centaurea ferox Desf.
- Centaurea filiformis Viv.
- Centaurea finazzeri Adamovic
- Centaurea flosculosa Balb. ex Willd.
- Centaurea × forsythiana Levier ex Filigh., Farris, Pisanu & Urbani
- Centaurea foucauldiana Maire
- Centaurea foveolata Blakelock
- Centaurea fragilis Durieu
- Centaurea francoi Figueiredo & Gideon F.Sm.
- Centaurea × frayana H.Boissieu ex Gáyer
- Centaurea friderici Vis.
- Centaurea furfuracea Coss. & Durieu
- Centaurea fuscomarginata (K.Koch) Juz.
- Centaurea fusiformis Blakelock
- Centaurea gabrieliae (Bornm.) Wagenitz
- Centaurea gabrielis-blancae Fern.Casas
- Centaurea gabrieljanae Greuter
- Centaurea gadorensis Blanca
- Centaurea galicicae Micevski
- Centaurea gattefossei Maire
- Centaurea geluensis Boiss. & Hausskn.
- Centaurea × genesii-lopezii Fern.Casas & Susanna
- Centaurea gentilii Braun-Blanq. & Maire
- Centaurea gerberi Steven
- Centaurea gerhardii M.V.Agab.
- Centaurea germanicopolitana Bornm.
- Centaurea × gerstlaueri Erdner
- Centaurea ghahremanii Wagenitz & Esfand.
- Centaurea giardinae Raimondo & Spadaro
- Centaurea gigantea Sch.Bip. ex Boiss.
- Centaurea gjurasinii Bosnjak
- Centaurea glaberrima Tausch
- Centaurea glabroauriculata Uysal & Demir.
- Centaurea glastifolia L.
- Centaurea globurensis Nyár.
- Centaurea glomerata Vahl
- Centaurea gloriosa
- Centaurea goerkii Yild.
- Centaurea goksivriensis M.Bona
- Centaurea golestanica Akhani & Wagenitz
- Centaurea × grabowskiana J.Wagner
- Centaurea gracilenta Velen.
- Centaurea graeca Griseb.
- Centaurea × grafiana DC.
- Centaurea graminifolia (Lam.) Muñoz Rodr. & Devesa
- Centaurea granatensis Boiss. ex DC.
- Centaurea grbavacensis (Rohlena) Stoj. & Acht.
- Centaurea greuteri E.Gamal-Eldin & Wagenitz
- Centaurea grisebachii (Nyman) Heldr.
- Centaurea × grosii Font Quer
- Centaurea gubanovii Kamelin
- Centaurea gudrunensis Boiss. & Hausskn.
- Centaurea gulissashvilii Dumbadze
- Centaurea gussonei Raimondo & Spadaro
- Centaurea gymnocarpa Moris & De Not. – chaber nagoowockowy
- Centaurea hadacii Wagenitz
- Centaurea haenseleri Boiss.
- Centaurea hakkariensis Wagenitz
- Centaurea halophila Hub.-Mor.
- Centaurea handelii Wagenitz
- Centaurea hanryi Jord.
- Centaurea haradjianii Wagenitz
- Centaurea haussknechtii Boiss.
- Centaurea haynaldiiformis
- Centaurea heldreichii Halácsy
- Centaurea helenioides Boiss. & Hausskn.
- Centaurea hellwigii Ranjbar & Negaresh
- Centaurea heratensis Rech.f. & Köie
- Centaurea hermannii Hermann
- Centaurea herminii Rouy
- Centaurea hervieri Degen
- Centaurea heterocarpa Boiss. & Gaill.
- Centaurea hierapolitana Boiss.
- Centaurea hohenackeri Steven
- Centaurea hololeuca Boiss.
- Centaurea homoeosceros Pau
- Centaurea horrida Badarò
- Centaurea huljakii J.Wagner
- Centaurea hyalolepis Boiss.
- Centaurea hymettia Kit Tan, Zograf. & Bancheva
- Centaurea hyrcanica Bornm.
- Centaurea hyssopifolia Vahl
- Centaurea iberica Trevir. ex Spreng. – chaber gwieździsty
- Centaurea ibn-tattoui Chamboul., Bidat & J.F.Léger
- Centaurea idaea Boiss. & Heldr.
- Centaurea ilvensis (Sommier) Arrigoni
- Centaurea immanuelis-loewii Degen
- Centaurea imperialis Hausskn. ex Bornm.
- Centaurea incompleta Halácsy
- Centaurea incompta Vis.
- Centaurea indistincta (Wagenitz) Ranjbar & Negaresh
- Centaurea inermis Velen.
- Centaurea inexpectata Wagenitz
- Centaurea inexpugnabilis P.P.Ferrer, Mansanet-Salvador & R.Roselló
- Centaurea infestans Durieu
- Centaurea integrans Naggi
- Centaurea intricata Boiss.
- Centaurea involucrata Desf.
- Centaurea ionica Brullo
- Centaurea ipecensis Rech.f.
- Centaurea iranshahrii Wagenitz & Esfand.
- Centaurea irritans Wagenitz
- Centaurea isaurica Hub.-Mor.
- Centaurea ispahanica Boiss.
- Centaurea jacea L. – chaber łąkowy
- Centaurea × jaceiformis Rouy
- Centaurea jaennensis Degen & Debeaux
- Centaurea janeri Graells
- Centaurea jankae D.Brândza
- Centaurea jankeana Simonk.
- Centaurea japygica (Lacaita) Brullo
- Centaurea jeffreyana Mesfin
- Centaurea jiroftensis (Ranjbar & Negaresh) Ranjbar & Heydari
- Centaurea joharchii Ranjbar & Negaresh
- Centaurea johnseniana Kit Tan & Strid
- Centaurea jordaniana Gren. & Godr.
- Centaurea josiae Humbert
- Centaurea jovinianum Sennen & Pau
- Centaurea jurineifolia Boiss.
- Centaurea × juvenalis Delile ex Godr.
- Centaurea kabirkuhensis Mozaff., F.Ghahrem. & Fereid.
- Centaurea kalambakensis Freyn & Sint.
- Centaurea kamalnejadii Negaresh
- Centaurea kamyaranensis Ranjbar & Negaresh
- Centaurea kandavanensis Wagenitz
- Centaurea kanitziana Janka ex D.Brândza
- Centaurea karamianiae Negaresh
- Centaurea kartschiana Scop.
- Centaurea karvandarensis Rech.f.
- Centaurea kavadarensis Micevski
- Centaurea kaynakiae Daskin & Yilmaz
- Centaurea kemulariae Dumbadze
- Centaurea kermanshahensis (Wagenitz) Ranjbar & Negaresh
- Centaurea kerneriana Janka
- Centaurea khosraviana Negaresh
- Centaurea kilaea Boiss.
- Centaurea kirmacii Uysal & Armagan
- Centaurea kizildaghensis Uzunh., E.Dogan & H.Duman
- Centaurea × kleinii C.T.Roché & Susanna
- Centaurea kochiana (Holub) Greuter
- Centaurea koeieana Bornm.
- Centaurea konkae Klokov
- Centaurea kosaninii Hayek
- Centaurea kotschyana Heuff. – chaber Kotschyego
- Centaurea kotschyi (Boiss.) Hayek
- Centaurea kozjakensis
- Centaurea kunkelii N.Garcia
- Centaurea × kupcsokiana J.Wagner
- Centaurea kurdica Reichardt
- Centaurea kusanii
- Centaurea lacaitae Peruzzi
- Centaurea lacerata (Hausskn.) Halácsy
- Centaurea laconica Boiss.
- Centaurea lactiflora Halácsy
- Centaurea lactucifolia Boiss.
- Centaurea lagascana Graells
- Centaurea lainzii Fern.Casas
- Centaurea lancifolia Sieber ex Spreng.
- Centaurea langei Nyman
- Centaurea lanigera DC.
- Centaurea lanulata Eig
- Centaurea latiloba Klokov
- Centaurea laureotica Heldr. ex Halácsy
- Centaurea lavrenkoana Klokov
- Centaurea laxa Boiss. & Hausskn.
- Centaurea legionis-septimae Fern.Casas & Susanna
- Centaurea leonidia Kalpoutz. & Constantin.
- Centaurea leptophylla (K.Koch) Tchich.
- Centaurea leucadea Lacaita
- Centaurea leucomalla Bornm.
- Centaurea leucomelaena Hayek
- Centaurea leucophaea Jord.
- Centaurea limbata Hoffmanns. & Link
- Centaurea lingulata Lag.
- Centaurea linifolia L.
- Centaurea litardierei Jahand. & Maire
- Centaurea litigiosa (Fiori) Arrigoni
- Centaurea litochorea T.Georgiadis & Phitos
- Centaurea longepedunculata Sch.Bip. ex Boiss.
- Centaurea longifimbriata Wagenitz
- Centaurea longispina (Post) Wagenitz
- Centaurea loscosii Willk.
- Centaurea lugdunensis Jord.
- Centaurea luristanica Rech.f.
- Centaurea luschaniana Heimerl ex Stapf
- Centaurea lusitanica Boiss. & Reut.
- Centaurea lycaonica Boiss. & Heldr.
- Centaurea lycia Boiss.
- Centaurea lycopifolia Boiss. & Kotschy
- Centaurea lydia Boiss.
- Centaurea macedonica Boiss.
- Centaurea macroacantha Guss.
- Centaurea macrocephala Muss.Puschk. ex Willd. – chaber wielkogłówkowy
- Centaurea macroptilon Borbás
- Centaurea magistrorum Arrigoni & Camarda
- Centaurea magocsyana W.H.Wagner
- Centaurea maireana Emb.
- Centaurea × mairei Faure
- Centaurea majorovii Dumbadze
- Centaurea malacitana Boiss.
- Centaurea malatyensis Kültür & M.Bona
- Centaurea malinvaldiana Batt.
- Centaurea mannagettae Podp.
- Centaurea maramarosiensis (Jáv.) Czerep.
- Centaurea marashica Uzunh., Teksen & E.Dogan
- Centaurea margarita-alba Klokov
- Centaurea mariana Nyman
- Centaurea × maritima Dufour
- Centaurea marmorea Bornm. & Soska
- Centaurea maroccana Ball
- Centaurea masjedsoleymanensis Ranjbar & Askari
- Centaurea matthiolifolia Boiss.
- Centaurea mayeri
- Centaurea melanocephala Pancic
- Centaurea melanosticta (Lange) Franco
- Centaurea melitensis L. – chaber maltański
- Centaurea mersinensis Uysal & Hamzaoglu
- Centaurea mesopotamica Bornm.
- Centaurea messenicolasiana T.Georgiadis, Dimitrellos & Routsi
- Centaurea micevskii Greuter
- Centaurea micracantha Dufour
- Centaurea micrantha Hoffmanns. & Link
- Centaurea microcarpa Coss. & Durieu ex Batt. & Trab.
- Centaurea microcnicus Reese & Sam.
- Centaurea microlonchoides Boiss.
- Centaurea microlopha (Boiss.) Ranjbar & Negaresh
- Centaurea molesworthiae E.López, Devesa & García Rojas
- Centaurea mollis Waldst. & Kit. – chaber miękkowłosy
- Centaurea monodii Arènes
- Centaurea montaltensis (Fiori) Peruzzi
- Centaurea montana L. – chaber górski
- Centaurea monticola Boiss. ex DC.
- Centaurea montis-borlae Soldano
- Centaurea mouterdei Wagenitz
- Centaurea movlavia Parsa
- Centaurea mozaffarianii Negaresh
- Centaurea mucurensis Teyber
- Centaurea murbeckii Hayek
- Centaurea musakii T.Georgiadis
- Centaurea musarum Boiss. & Orph.
- Centaurea musimonum Maire
- Centaurea × mutabilis St.-Amans
- Centaurea nallihanensis Uysal & Hamzaoglu
- Centaurea nana Desf.
- Centaurea napifolia L.
- Centaurea napulifera Rochel
- Centaurea neiceffii Degen & J.Wagner
- Centaurea nemecii Nábelek
- Centaurea nemoralis Jord.
- Centaurea nerimaniae Kültür
- Centaurea nervosa Willd.
- Centaurea nevadensis Boiss. & Reut.
- Centaurea nicolai Bald.
- Centaurea niederi Heldr.
- Centaurea nigerica Hutch.
- Centaurea nigra L. – chaber ciemny
- Centaurea nigrescens Willd.
- Centaurea nigrofimbria Sosn.
- Centaurea nissana Petrovic
- Centaurea nivea (Bornm.) Wagenitz
- Centaurea nobilis (E.Groves) Brullo
- Centaurea × noguerensis Mateo
- Centaurea × nouelii Franch. ex H.J.Coste
- Centaurea novakii Dostál
- Centaurea × numantina A.Segura
- Centaurea nydeggeri Hub.-Mor.
- Centaurea obtusifolia (Boiss. & Hausskn.) Wagenitz
- Centaurea obtusiloba Batt.
- Centaurea occasus Fern.Casas
- Centaurea ochrocephala Wagenitz
- Centaurea odessana Prodan
- Centaurea odyssei Wagenitz
- Centaurea ognjanoffii Urum.
- Centaurea oltensis Sosn.
- Centaurea olympica (DC.) K.Koch
- Centaurea omphalodes (Benth. & Hook.f.) Coss.
- Centaurea onopordifolia Boiss.
- Centaurea oranensis Greuter & M.V.Agab.
- Centaurea orbelica Velen.
- Centaurea orientalis L. – chaber wschodni
- Centaurea oriolii-bolosii Fern.Casas
- Centaurea ornata Willd.
- Centaurea orphanidea Heldr. & Sart. ex Boiss.
- Centaurea orumiehensis Ranjbar & Negaresh
- Centaurea oscensis (Pau ex E.López & Devesa) Raab-Straube & Greuter
- Centaurea ossaea Halácsy
- Centaurea ovina Pall. ex Willd. – chaber owczy
- Centaurea oxylepis Hayek – chaber ostrołuskowy
- Centaurea pabotii Wagenitz
- Centaurea paczoskyi Kotov ex Klokov
- Centaurea palanganensis Ranjbar & Askari
- Centaurea pallescens Delile
- Centaurea pamphylica Boiss. & Heldr.
- Centaurea pandataria (Fiori & Bég.) Bég.
- Centaurea pangaea Greuter & Papan.
- Centaurea paniculata L.
- Centaurea panormitana Lojac.
- Centaurea paphlagonica (Bornm.) Wagenitz
- Centaurea papposa (Coss.) Greuter
- Centaurea × paredensis (G.López) Mateo & Arán
- Centaurea parilica Stoj. & Stef.
- Centaurea parlatoris Heldr.
- Centaurea parviflora Desf.
- Centaurea patula DC.
- Centaurea × paucispina (Ferriol, Merle & Garmendia) P.P.Ferrer, Ferriol, Merle & Garmendia
- Centaurea paui Loscos ex Willk.
- Centaurea pauneroi Talavera & J.Muñoz
- Centaurea pawlowskii Phitos & Damboldt
- Centaurea paxorum Phitos & T.Georgiadis
- Centaurea pectinata L.
- Centaurea pelia DC.
- Centaurea pentadactyli Brullo, Scelsi & Spamp.
- Centaurea perrottettii DC.
- Centaurea persica Boiss.
- Centaurea pestalotii De Not. ex Ces.
- Centaurea pestalozzae Boiss.
- Centaurea peucedanifolia Boiss. & Orph.
- Centaurea phaeolepis Coss.
- Centaurea phlomoides Boiss. & Hausskn.
- Centaurea phrygia L. – chaber austriacki
- Centaurea pichleri Boiss.
- Centaurea pinae Pau
- Centaurea pinardii Boiss.
- Centaurea pindicola Griseb.
- Centaurea pineticola Iljin
- Centaurea pinetorum Hub.-Mor.
- Centaurea × pinillosii Mateo & M.B.Crespo
- Centaurea pinnata Pau ex Vicioso
- Centaurea pinnatifida Schur
- Centaurea poculatoris Greuter
- Centaurea podospermifolia Loscos & J.Pardo
- Centaurea poeltiana Puntillo
- Centaurea polyacantha Willd.
- Centaurea polyclada DC.
- Centaurea polymorpha Lag.
- Centaurea polyphylla Ledeb. ex Nordm.
- Centaurea polypodiifolia Boiss.
- Centaurea pomeliana Batt.
- Centaurea pontica
- Centaurea postii Boiss.
- Centaurea praecox Oliv. & Hiern
- Centaurea princeps Boiss. & Heldr.
- Centaurea procurrens Sieber ex Spreng.
- Centaurea prolongi Boiss. ex DC.
- Centaurea proto-gerberi Klokov
- Centaurea proto-margaritacea Klokov
- Centaurea pseudoaxillaris Stef. & T.Georgiev
- Centaurea pseudobovina Hayek ex Stoj. & Stef.
- Centaurea pseudocadmea Wagenitz
- Centaurea pseudocineraria (Fiori) Rouy
- Centaurea pseudodegeniana
- Centaurea pseudokotschyi Wagenitz
- Centaurea pseudoleucolepis Kleopow
- Centaurea pseudomaculosa Dobrocz.
- Centaurea pseudomagocsyana
- Centaurea pseudoscabiosa Boiss. & Buhse
- Centaurea pseudosinaica Czerep.
- Centaurea pseudreflexa Hayek
- Centaurea psilacantha Boiss. & Heldr.
- Centaurea ptarmicifolia Halácsy ex Hayek
- Centaurea pterocaula Trautv.
- Centaurea ptosimopappa Hayek
- Centaurea ptosimopappoides Wagenitz
- Centaurea pubescens Willd.
- Centaurea pugioniformis Nyár.
- Centaurea pulchella Ledeb.
- Centaurea pullata L.
- Centaurea pulvinata (Blanca) Blanca
- Centaurea pungens Pomel
- Centaurea radichii Plazibat
- Centaurea ragusina L.
- Centaurea rahiminejadii Negaresh
- Centaurea raimondoi Bancheva & Kaya
- Centaurea raphanina Sm.
- Centaurea ravansarensis Ranjbar & Negaresh
- Centaurea rechingeri Phitos
- Centaurea redempta Heldr.
- Centaurea reducta Wagenitz
- Centaurea reflexa Lam.
- Centaurea regia Boiss.
- Centaurea reichenbachii DC.
- Centaurea resupinata Coss.
- Centaurea reuteriana Boiss.
- Centaurea rhaetica Moritzi
- Centaurea rhizantha C.A.Mey.
- Centaurea rhizocalathium (K.Koch) Boiss.
- Centaurea rigida Banks & Sol.
- Centaurea rivasmateoi Ladero
- Centaurea ropalon Pomel
- Centaurea × rossiana J.Wagner
- Centaurea rouyi Coincy
- Centaurea rufidula Bornm.
- Centaurea rumelica Boiss.
- Centaurea rupestris L.
- Centaurea rutifolia Sm.
- Centaurea saccensis Raimondo, Bancheva & Ilardi
- Centaurea sagredoi Blanca
- Centaurea sakarensis Bancheva & Raimondo
- Centaurea sakariyaensis Uysal & Dural
- Centaurea saligna (K.Koch) Wagenitz
- Centaurea salmasensis Ranjbar & Heydari
- Centaurea salonitana Vis. – chaber saloński
- Centaurea samothracica Strid & Kit Tan
- Centaurea sanandajensis Ranjbar & Negaresh
- Centaurea × sanchisiana Gómez Nav., Mansanet-Salvador, P.P.Ferrer, R.Roselló, E.Lagu
- Centaurea sarandinakiae N.B.Illar.
- Centaurea × saratoi (Briq.) Rouy
- Centaurea sarfattiana Brullo, Gangale & Uzunov
- Centaurea savranica Klokov
- Centaurea saxicola Lag.
- Centaurea saxifraga Coincy
- Centaurea scabiosa L. – chaber driakiewnik
- Centaurea scannensis Anzal., Soldano & F.Conti
- Centaurea schimperi DC.
- Centaurea schousboei Lange
- Centaurea scillae Brullo
- Centaurea sclerolepis Boiss.
- Centaurea scoparia Sieber ex Spreng.
- Centaurea scopulorum Boiss. & Heldr.
- Centaurea scripczinskyi Mikheev
- Centaurea seguenzae (Lacaita) Domina, Greuter & Raimondo
- Centaurea semidecurrens Jord.
- Centaurea semiusta Juz.
- Centaurea senegalensis DC.
- Centaurea × senneniana Rouy
- Centaurea sennikoviana Negaresh & Kaya
- Centaurea sericea Wagenitz
- Centaurea seridis L.
- Centaurea serpentinica A.Duran & B.Dogan
- Centaurea shahuensis Ranjbar & Negaresh
- Centaurea shehbazii Ranjbar & Negaresh
- Centaurea shouilea Parsa
- Centaurea shumkana Kit Tan, Shuka & Wagenitz
- Centaurea sicana Raimondo & Spadaro
- Centaurea sicula L.
- Centaurea sieheana Wagenitz
- Centaurea × similata Hausskn.
- Centaurea simonkaiana Hayek
- Centaurea simulans Wagenitz
- Centaurea sinaica DC.
- Centaurea singarensis Boiss. & Hausskn.
- Centaurea sintenisiana Gand.
- Centaurea sipylea Wagenitz
- Centaurea sirdjanica Parsa
- Centaurea sivasica Wagenitz
- Centaurea skopjensis Micevski
- Centaurea solitaria Ranjbar & Negaresh
- Centaurea solstitialis L. – chaber wełnisty
- Centaurea sophiae Klokov
- Centaurea × soriana A.Segura ex Mateo & M.B.Crespo
- Centaurea soskae Hayek
- Centaurea speciosa Boiss.
- Centaurea spectabilis (DC.) Sch.Bip.
- Centaurea sphaerocephala L.
- Centaurea spicata Boiss.
- Centaurea spinosa L.
- Centaurea spinosociliata Seenus
- Centaurea splendens L. – chaber perłowy
- Centaurea spruneri Boiss. & Heldr.
- Centaurea × spuria Kern.
- Centaurea stapfiana (Hand.-Mazz.) Wagenitz
- Centaurea stereophylla Besser
- Centaurea sterilis Steven
- Centaurea steveniana Klokov
- Centaurea stevenii M.Bieb.
- Centaurea stoebe L. – chaber nadreński
- Centaurea stricta Waldst. & Kit.
- Centaurea stuessyi Arnelas, Devesa & E.López
- Centaurea subjacea Hayek
- Centaurea subsericans Halácsy
- Centaurea subtilis Bertol.
- Centaurea sulphurea Willd.
- Centaurea susannae Invernón & Devesa
- Centaurea tabriziana Ranjbar & Heydari
- Centaurea tadshicorum Tzvelev
- Centaurea takhtajanii Gabrieljan & Tonyan
- Centaurea takredensis Coss.
- Centaurea tanaitica Klokov
- Centaurea tardiflora Wagenitz
- Centaurea tauromenitana Guss.
- Centaurea tauscheri Kern.
- Centaurea tchihatcheffii Fisch. & C.A.Mey.
- Centaurea tenacissima (Groves) Brullo
- Centaurea tenoreana Willk.
- Centaurea tenorei Guss. ex Lacaita
- Centaurea thasia Hayek
- Centaurea theryi Emb. & Maire
- Centaurea thessala Hausskn.
- Centaurea thirkei Sch.Bip.
- Centaurea thracica Janka ex Gugler
- Centaurea thuillieri (Dostál) J.Duvign. & Lambinon
- Centaurea toletana Boiss. & Reut.
- Centaurea tomentella Hand.-Mazz.
- Centaurea tommasinii A.Kern.
- Centaurea tomorosii Micevski
- Centaurea torreana Ten.
- Centaurea tossiensis Freyn & Sint.
- Centaurea tougourensis Boiss. & Reut.
- Centaurea trachonitica Post
- Centaurea transcaucasica Sosn. ex Grossh.
- Centaurea × trauttmannii J.Wagner
- Centaurea treskana Micevski
- Centaurea triamularia Aldén
- Centaurea trichocephala M.Bieb. ex Willd. – chaber szorstkogłówkowy
- Centaurea triniifolia Heuff.
- Centaurea tripontina López-Alvarado, L.Sáez, Filigh., Guardiola & Susan
- Centaurea triumfettii All. – chaber barwny
- Centaurea tuntasia Heldr. ex Halácsy
- Centaurea turkestanica Franch.
- Centaurea tuzgoluensis Aytaç & H.Duman
- Centaurea tymphaea Hausskn.
- Centaurea ugamica Iljin
- Centaurea ulrichiorum Wagenitz, F.H.Hellw. & Parolly
- Centaurea ultreiae Silva Pando
- Centaurea uniflora Turra – chaber jednokoszyczkowy
- Centaurea urgellensis Sennen
- Centaurea urvillei DC.
- Centaurea ustulata DC.
- Centaurea uysalii Sirin & Çeçen
- Centaurea valesiaca (DC.) Jord.
- Centaurea vandasii Velen.
- Centaurea vanensis Wagenitz
- Centaurea vankovii Klokov
- Centaurea varnensis Velen.
- Centaurea vatevii Degen, Urumov & Wagn.
- Centaurea vavilovii Takht. & Gabrieljan
- Centaurea veneris (Sommier) Bég.
- Centaurea vermia Rech.f.
- Centaurea vermiculigera Hub.-Mor.
- Centaurea verutum L.
- Centaurea vesceritensis Boiss.
- Centaurea virgata Lam.
- Centaurea visianii Radic
- Centaurea vlachorum Hartvig
- Centaurea wagenitzii Hub.-Mor.
- Centaurea wallichiana Less.
- Centaurea wendelboi Wagenitz
- Centaurea werneri Wagenitz, F.H.Hellw. & Parolly
- Centaurea wettsteinii Degen & Dörfl.
- Centaurea wiedemanniana Fisch. & C.A.Mey.
- Centaurea wolgensis DC.
- Centaurea woronowii Bornm. ex Sosn.
- Centaurea xaveri N.Garcia & Susanna
- Centaurea xerolepida Pau
- Centaurea xylobasis Rech.f.
- Centaurea yaltirikii N.Aksoy, H.Duman & Efe
- Centaurea yemensis Wagenitz
- Centaurea yozgatensis Wagenitz
- Centaurea zaferii Negaresh
- Centaurea zagrosmontana Ranjbar & Heydari
- Centaurea zangulensis Ranjbar & Negaresh
- Centaurea zarrei Negaresh
- Centaurea zeybekii Wagenitz
- Centaurea ziganensis Yüzb., M.Bona & I.Genç
- Centaurea zlatarskyana Urum. & J.Wagner
- Centaurea zlatiborensis Zlatkovic, Novakovic & Janackovic
- Centaurea × zubiae Pau
- Centaurea zuccariniana DC.